# Taboryszki
Taboryszki (lit. Tabariškės) – wieś na Litwie, na Wileńszczyźnie, nad Mereczanką, w okręgu wileńskim, w rejonie solecznickim, przy granicy z Białorusią. 
Około roku 1453 urodził się tu Wojciech Tabor, późniejszy biskup wileński. W latach 1914–1918 wikariuszem w Taboryszkach był ks. Michał Sopoćko. 20 lutego 1932 urodziła się tam Anna Krepsztul, litewska malarka ludowa.

## Zabytki
- Kościół św. Michała Archanioła z 1770, z cennym wyposażeniem.
- Pozostałości zespołu dworskiego: Oficyna, spichlerz, resztki parku dworskiego[1]